# Typhlophis squamosus
Typhlophis squamosus — вид змій родини американських сліпунів (Anomalepididae). Мешкає в Південній Америці. Вид названий на честь венесуельського герпетолога Хосе Аярсагуени. Це єдиний представник монотипового роду Typhlophis.

## Поширення і екологія
Typhlophis squamosus мешкають в Гаяні, Французькій Гвіані, Бразилії (Пара) і Венесуелі, за деякими свідченнями також в Суринамі та на Тринідаді. Вони живуть у вологих тропічних лісах, на висоті від 50 до 600 м над рівнем моря.